# Eleanor Bron
Eleanor Bron (n. 14 de marzo de 1938) es una escritora y actriz de televisión, cine y teatro británica.

## Infancia y familia
Bron nació en Stanmore, Londres. Descendiente de judíos de la Europa Occidental. Su padre acortó el apellido “Bronstein” por “Bron” en honor al fundador de la Bron`s Orchestral Service. Estudió en el norte de Inglaterra en el Collegiate School y en el Newnham College, en Cambridge.
Bron estuvo casada con el arquitecto Cedric Price hasta su muerte en 2003. No tuvieron hijos. Su hermano es el veterano productor Ferry Bron.

## Carrera

### Sus primeros trabajos
Bron comenzó su carrera en la revista “Cambridge Footlights”  de 1959, llamada “The last laugh” (La última risa), en la que Peter Cook también apareció. La aparición de una figura femenina en “Footlights” fue una novedad, en un mundo que hasta ese momento había sido exclusivamente de los hombres, con imágenes de mujeres interpretadas por hombres.

### Apariciones cinematográficas
Sus apariciones en el cine incluyen el papel de Ahme en la película de The Beatles Help!; la doctora que hizo razonar al casanova interpretado por Michael Caine en Alfie; la inalcanzable Margaret Spencer en la película de Peter Cook y Dudley Moore Bedazzled; Hermione Roddice en Women in Love de Ken Russell; y Lydia Reynolds en el drama Su vida íntima. Aparece en la película Two for the Road (Dos en la carretera) junto a Albert Finney, Audrey Hepburn y William Daniels. Más recientemente ha aparecido en las adaptaciones cinematográficas de A Little Princess (Una pequeña princesa), The House of Mirth (La casa de la alegría), Black Beauty y Wimbledon.

### Trabajos en televisión
Los primeros trabajos de Eleanor Bron en la televisión incluyen apariciones en “Not So Much a Programme” (No es solo un Programa), “More a Way of Life” (Más que un Estilo de Vida) y sobre todo en la BBC-3, dónde actuó en sketches con John Fortune, con el que ya había trabajado antes en “Establishment Club” de Peter Cook. Más tarde, participó en programas como “Where was Spring” y “My Father Knew Lloyd George”.
Colaboró con el novelista y dramaturgo Michael Frayn en los programas de la BBC “Beyond a Joke” (Más allá de una Broma) en 1972 y “Making Faces” (Haciendo Caras) en 1975.
Apareció en un episodio en 1982 (Igualdad de Oportunidades) de la serie de la BBC “Yes Minister” (Si, Ministro), interpretando a un alto funcionario del departamento de Jim Hacker. Hacker planea provocar un duro golpe a la igualdad de oportunidades.
Bron apareció en una breve escena en la serie de ciencia ficción de la BBC “Doctor Who” en el capítulo “City of Dead” (Ciudad de Muerte) junto a John Cleese, como críticos de arte en la galería de Dense René en París. La pareja admira el Tardis pensando que se trata de una obra de arte, cuando el doctor (Tom Baker), Romana (Lalla Ward) y Duggan (Tom Chadbon) se precipitan sobre él y desaparece. El personaje de Bron, creyendo que esto forma parte de la obra de arte, afirma “Exquisite, absolutely exquisite!” (¡Excelente, absolutamente excelente!).
Más tarde tuvo un papel más largo en otro capítulo de la serie “Doctor Who” en 1985 llamado “Revelation of the Daleks”. Más recientemente, también ha aparecido en un teatro de audio basado en “Doctor Who” producido por Big Finish Productions (Loups-Garoux), en el que interpretada a la rica heredera Ileana de Santos.
Interpreta, a través de un flashback, al recurrente personaje de la madre de Patsy en la comedia “Absolutely Fabulous” (Absolutamente Fantástico), una exuberante y horrible mujer que “parió bebés por toda Europa como un aspersor de jardin”. Después de dar a luz, ella siempre decía: “¡Ahora ya me lo saqué!¡Buscadme otro amante!
También apareció como una crítica de arte en una parodia de un documental sobre Andy Warhol en un programa de humor de la BBC llamado “French and Saunders”, escrita y protagonizada por Jennifer Saunders de “Absolutely Fabulous” y Dawn French de “The Vicar of Dibley”.

### Apariciones en el teatro
En 1975, apareció en el musical “The Card” en el West End. A lo largo de la década de 1980 apareció en el programa benéfico "Secret Policeman's Balls" ("Baile de la Policía Secreta") de Amnistía Internacional, junto a Meter Cook y Rowan Atkinson. En 2005 apareció en el Liverpool Empire Theatre con el musical “Twopence To Cross The Mercey”. Interpretó el papel de una abadesa en “In Extremis” de Howard Brenton, en el teatro “El mundo de Shakespeare” en 2007. También ha aparecido recientemente en la versión de Pedro Almodóvar de “Todo sobre mi madre”, que se estrenó en el teatro Old Vic a finales de verano de 2007.
Bron también estrenó “The Yellow Cake Revue”, una serie de piezas escritas para voz y piano escritas en protesta por la explotación de uranio en las islas Orcadas por Meter Maxwell Davies.

### Trabajos recientes
En 2001 y 2002, ella ha aparecido en un programa de humor de la radio de la BBC, “The Right Time” (El Momento Adecuado), junto con Graeme Garden, Paula Wilcox, Clive Swift, Roger Blake y Neil Innes. Otra aparición notable en la radio fue en un capítulo de la serie “The Further Adventures of Sherlock Holmes” llamado “The Mandes of Colonel Warburton”. En 2006 narra en la emisora Radio 4 de la BBC la adaptación del libro de Craig Brown “1966 and All That”.
Otro de sus trabajos es un recorrido por el museo de John Soane en Londres, Inglaterra.

### Su trabajo como escritora
Es autora de varios libros, entre los que están “Life and other Punctures”, una historia sobre la vuelta ciclista en Francia y Holanda sobre una bicicleta, y “The Pillow Book of Eleanor Bron”.

### Influencias culturales
Ella es a menudo citada como una inspiración para la canción de los Beatles “Eleanor Rigby”. Es mencionada en la canción “Yo la Tengo” de Tom Courtenay, en la estrofa: “dreaming 'bout Eleanor Bron, in my room with the curtains drawn...".